# Sviní hora (Králický Sněžník)
Sviní hora (na mapách KČT dříve Srázná, německy Sauberg), je hora ve východním hřebeni pohoří Králický Sněžník. Nadmořská výška činí 1074 m. Celá hora leží v severní části Olomouckého kraje a nachází se na jižním okraji pohoří. Je převážně zalesněna, místy byly rozsáhlé imisní holiny, které jsou už zalesněné. 
V pohoří Králický Sněžník se nachází ještě jedna Sviní hora, a to Slamník (1232 m), německy Saukuppe (50°9′16″ s. š., 16°50′17″ v. d.).

## Hydrologie
Ze svahů hory odtéká voda do přítoků Malé Moravy a Zeleného potoka. Oba tyto potoky se pak vlévají do řeky Morava.

## Ochrana přírody
Oblast vrcholu hory leží mimo NPR Králický Sněžník a EVL Králický Sněžník, ale leží v Ptačí oblasti Králický Sněžník.

## Sviní hora – S vrchol
Asi 1 km severně od Sviní hory, za mělkým sedlem, leží nepojmenovaný vrchol, který autoři projektu Tisícovky Čech, Moravy a Slezska pojmenovali Sviní hora – S vrchol.
Ten je s výškou 1092 m téměř o 20 metrů vyšší a je 200. nejvyšší českou horu. Jeho prominence činí 38 m a izolace 1 km (od jižního svahu Souše). Souřadnice vrcholu jsou 50°7′47″ s. š., 16°52′13″ v. d..